# Duplominona sieversi
Duplominona sieversi är en plattmaskart som beskrevs av Ax 1977. Duplominona sieversi ingår i släktet Duplominona och familjen Monocelididae. Inga underarter finns listade i Catalogue of Life.